# Fylkesväg 21
Fylkesväg 21 (norska: Fylkesvei 21) är en primär fylkesväg i sydöstra Norge som går mellan staden Halden i Haldens kommun i Østfold fylke och tätorten Skotterud i Eidskogs kommun i Innlandet fylke. Den passerar genom kommunerna Halden, Aremark, Marker, Aurskog-Høland och Eidskog.
Vägen är 150,3 kilometer lång, varav 85,7 kilometer i Østfold fylke, 39,5 kilometer i Akershus fylke och 25,0 kilometer i Innlandet fylke. Den är asfalterad och passerar bland annat genom orterna Ørje och Setskog.

## Anslutningar
Fylkesväg 21 ansluter till:
- Fylkesväg 220 (vid Halden)
- Fylkesväg 103 (vid Tistedal)
- Fylkesväg 106 (vid Fjell)
- Fylkesväg 124 (vid Strømsfoss)
- Europaväg 18 (vid Ørje)
- Fylkesväg 125 (vid Jåvall)
- Fylkesväg 126 (vid Bekkenga)
- Fylkesväg 170 (vid Tangen)
- Riksväg 2 (vid Skotterud)
- Fylkesväg 202 (vid Skotterud)

## Bilder

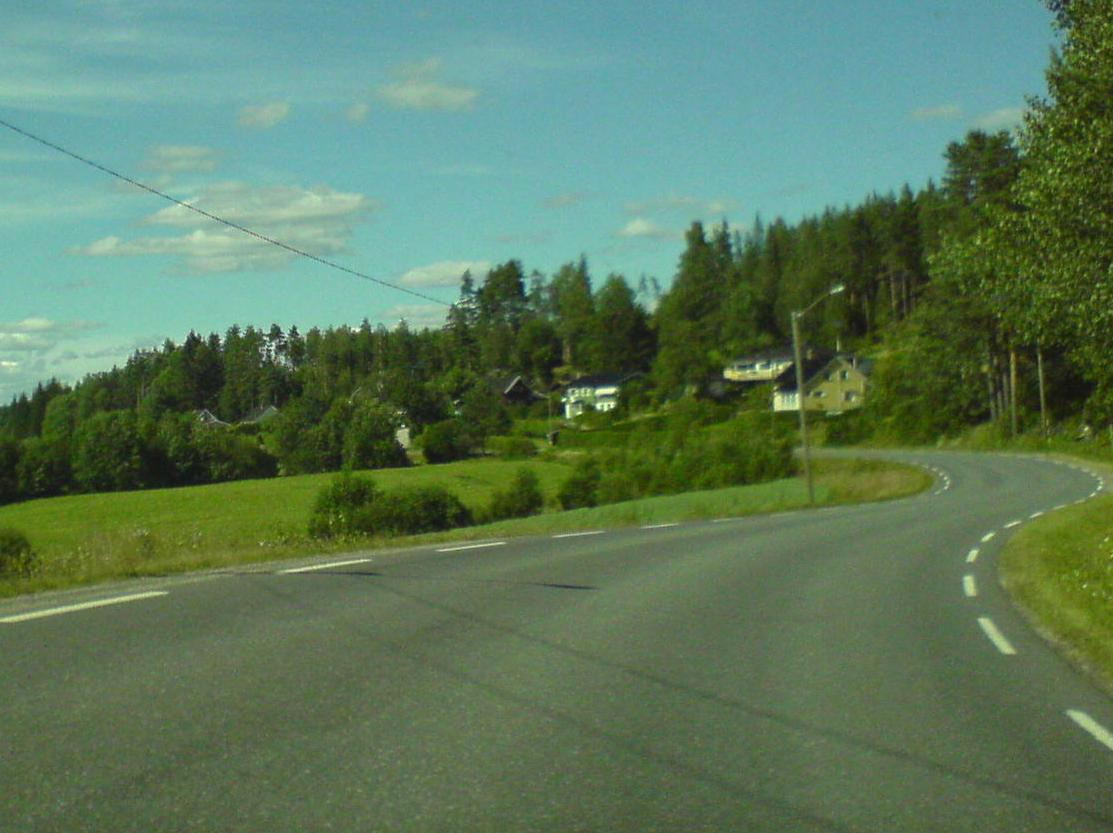
Fylkesväg 21 vid Buer.
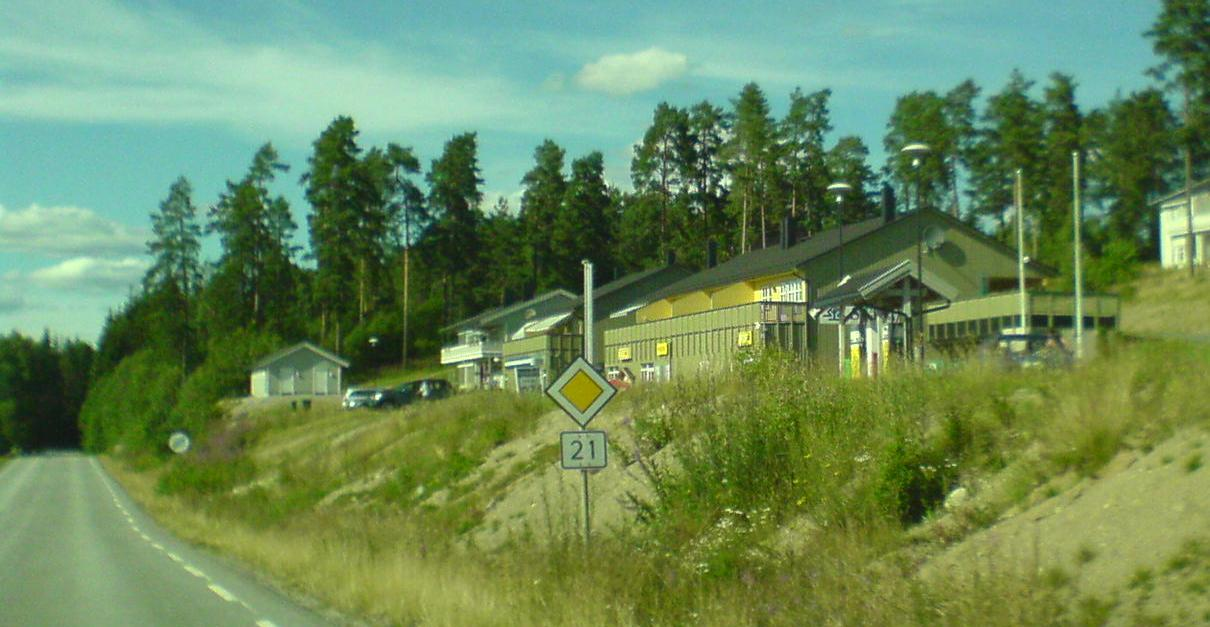
Fylkesväg 21 vid Setskog.
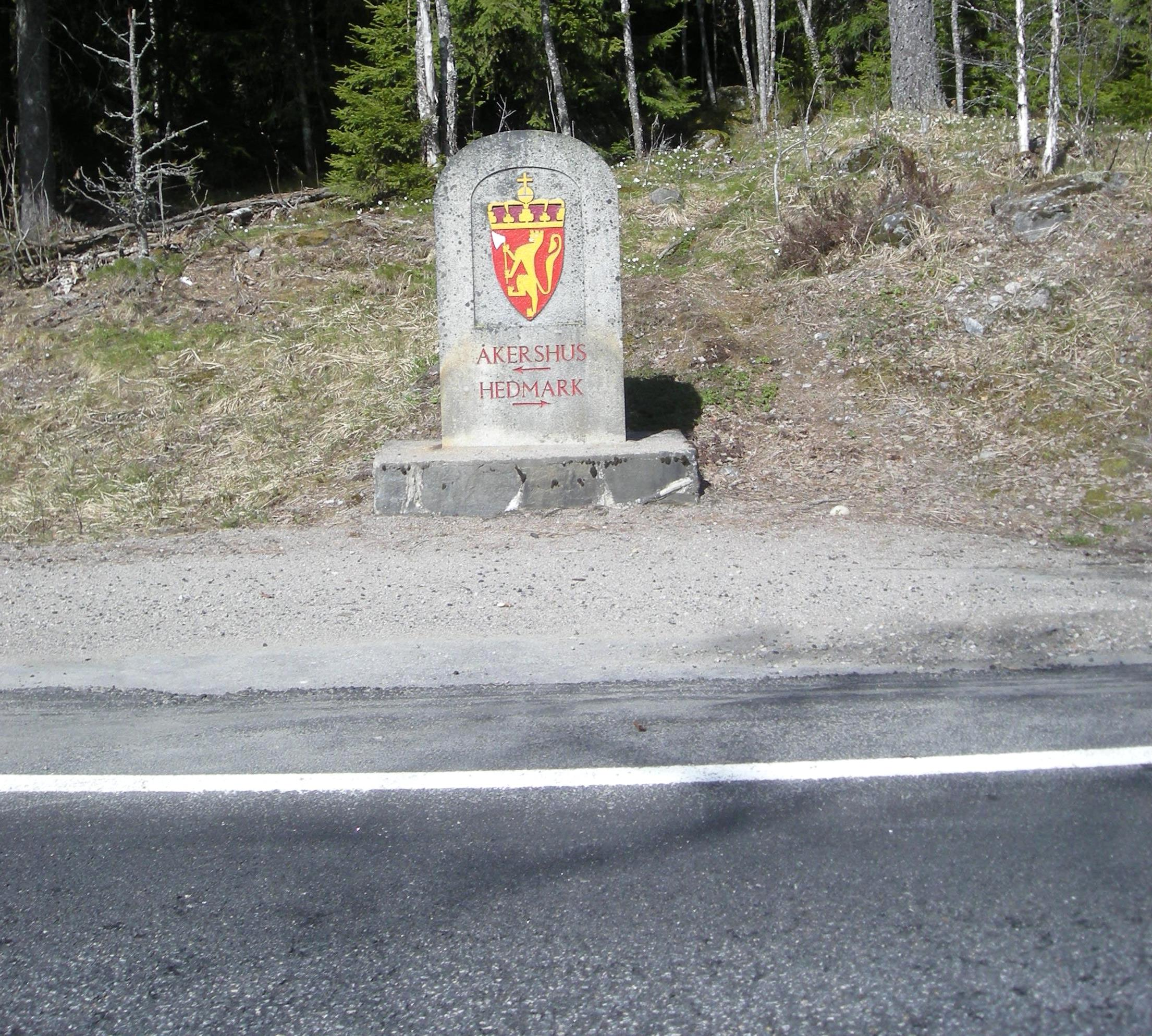
Fylkesväg 21 vid gränsen mellan Akerhus och Innlandet fylken.
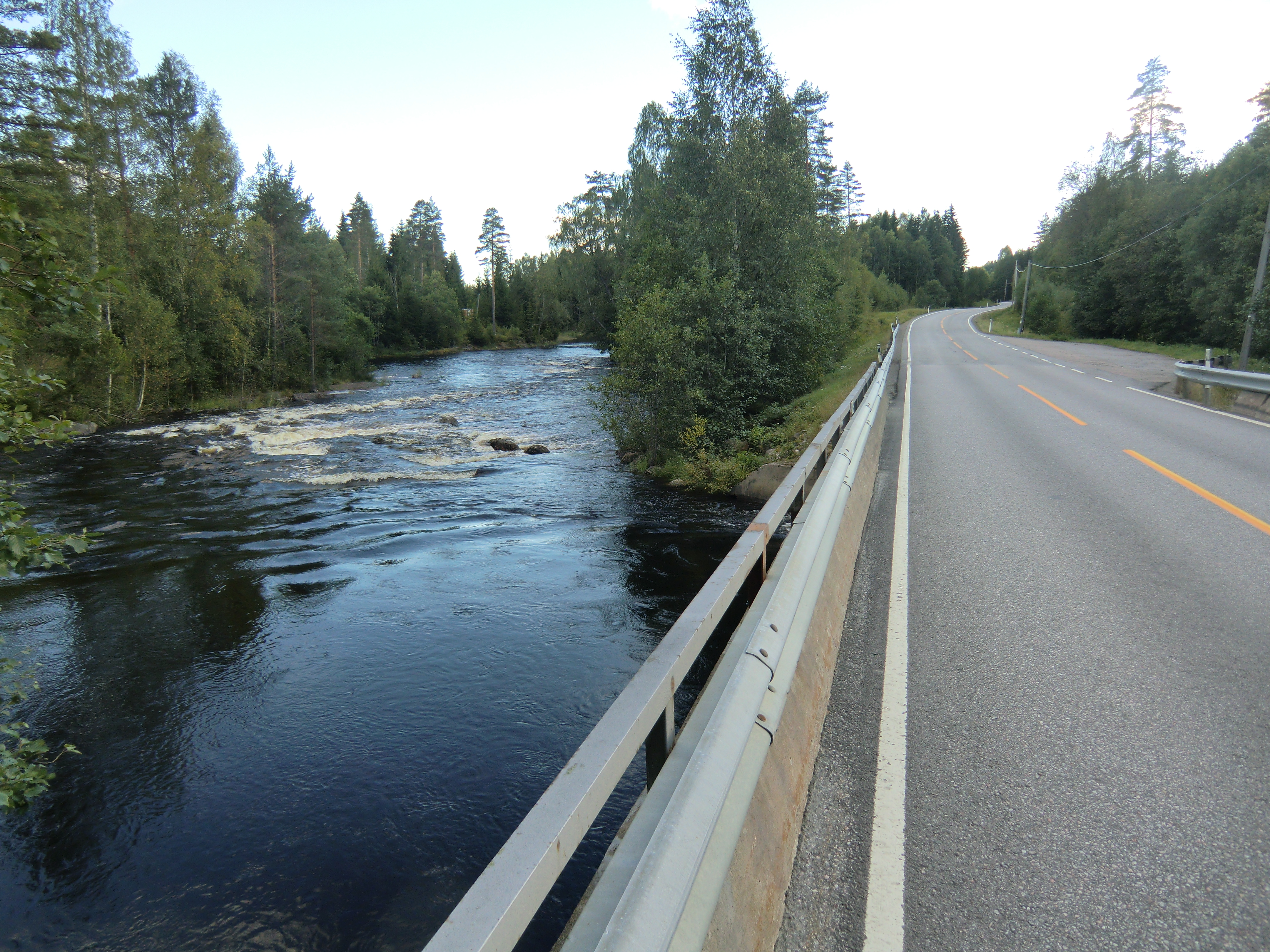
Fylkesväg 21 vid Buvikelva.